# Васино (Дорогобужский район)
 Васино— деревня в Смоленской области России, в Дорогобужском районе. Расположена в центральной части области в 20 км к востоку от Дорогобужа, на автодороге Р134 «Старая Смоленская дорога» Смоленск — Дорогобуж — Вязьма — Зубцов.
Население — 295 жителей (2007 год). Административный центр Васинского сельского поселения.

## История
Известна как минимум с 1625 года (пустошь Васина – владение грунтовых казаков). В начале XX века 87 жителей.

## Экономика
Средняя школа, библиотека, магазин